# Света Богородица Музевишка
„Въведение Богородично“, също „Света Богородица Музевишка“ или „Свети Мина“ (на гръцки: Παναγία Μουζεβίκη, Панагия Музевики, Άγιος Μηνάς, Агиос Минас), е православна църква от XVII век в град Костур (Кастория), Егейска Македония, Гърция. В 1924 година църквата е обявена за паметник на културата.

## Местоположение
Църквата е разположена в махалата Музевики и заедно с църквите „Свети Николай Теологинин“ и „Свети Тома“ е част от старата енория „Свети Тома“.

## История
Църквата е построена в началото на XVII век и е осветена в 1654 година.
Първоначално храмът е посветен само на Богородица, но от 1912 година е посветен и на Свети Мина в знак на благодарност, тъй като Костур е освободен от Османската империя на празника на Свети Мина 11 ноември 1912 година. Вероятно името „Свети Мина“ се получава от стенописа на светеца в западната стена на храма. На същата стена има надпис, покрит през XIX век от добавената женска църква, според който изписването на храма е в 1650 или в 1654 година.

## Архитектура
В архитектурно отношение е издължена еднокорабна базилика.
Част от стенописите в олтарното пространство в църквата са най-късното известно произведение на зографите от Костурската художествена школа от XVII век. Сцената „Оплакване“ в църквата показва, че зографските ателиета продължават да я изписват в този вече утвърден вариант.
- Фасадата
- Стенопис „Въведение Богородично“, 1654 г.
- Стенопис от 1654 г.
- Иконостасната икона на Света Богородица